# Gijsbert van Tienhoven
Gijsbert van Tienhoven (ur. 12 lutego 1841 w De Werken, zm. 10 października 1914) – holenderski polityk.
W 1869 roku był profesorem historii prawa w Amsterdamie, w latach 1880–1891 był burmistrzem Amsterdamu. W 1891 roku został ministrem spraw zagranicznych, a od 21 sierpnia 1891 premierem Holandii.